# Kedrick Brown
Albert Kedrick Brown (Zachary, 18 maart 1981) is een Amerikaans voormalig basketballer.

## Carrière
Brown speelde drie jaar college basketbal voor de Okaloosa-Walton Community College in de NJCAA-competitie. Hij stelde zich kandidaat in de draft in 2001 en werd als 11e gekozen in de eerste ronde door de Boston Celtics. Hij speelde drie seizoenen voor de Celtics maar kon zich nooit echt doorzetten. In 2003 werd hij samen met Tony Battie en Eric Williams geruild naar de Cleveland Cavaliers voor Ricky Davis, Chris Mihm, Michael Stewart en een draftpick. 
Hij speelde een seizoen voor de Cavaliers en werd in 2004 samen met Kevin Ollie geruild naar de Philadelphia 76ers voor Eric Snow. Hij speelde in de NBA Summer League voor de Cavaliers in 2004 maar wist geen contract te krijgen. In februari 2005 werd zijn contract ontbonden. In 2007 werd hij als negende gekozen in de NBA D-League draft door de Anaheim Arsenal waar hij twee jaar speelde. In 2009 werd hij als twaalfde gekozen in de NBA D-League expansion draft door de Maine Red Claws maar speelde nooit voor hen. In plaats daarvan tekende hij een contract bij het Turkse Bornova Belediyespor. In het seizoen 2011/12 speelde hij nog voor het Turkse Antalya BB.
In 2017 na zijn spelerscarrière ging hij aan de slag als onderdeel van de staff bij de Southern Jaguars voor een seizoen.

## Statistieken

### Regulier seizoen
| Seizoen  | Team                | WG  | WS | MPW  | 2P%  | 3P%  | FW%  | RPW | APW | SPW | BPW | PPW |
| -------- | ------------------- | --- | -- | ---- | ---- | ---- | ---- | --- | --- | --- | --- | --- |
| 2001/02  | Boston Celtics      | 29  | 5  | 8,4  | 32,9 | 18,5 | 60,0 | 1,7 | 0,5 | 0,6 | 0,2 | 2,2 |
| 2002/03  | Boston Celtics      | 51  | 5  | 13,1 | 35,7 | 7,7  | 62,5 | 2,7 | 0,4 | 0,7 | 0,3 | 2,8 |
| 2003/04  | Boston Celtics      | 21  | 10 | 19,4 | 45,5 | 37,5 | 61,5 | 3,2 | 1,2 | 0,8 | 0,1 | 5,2 |
| 2003/04  | Cleveland Cavaliers | 34  | 16 | 16,5 | 46,5 | 38,8 | 64,3 | 2,3 | 1,1 | 0,4 | 0,1 | 5,3 |
| 2004/05  | Philadelphia 76ers  | 8   | 0  | 6,9  | 33,3 | 0,0  | 80,0 | 1,4 | 0,5 | 0,4 | 0,1 | 1,5 |
| Carrière | Carrière            | 143 | 36 | 13,5 | 40,5 | 27,4 | 64,0 | 2,4 | 0,7 | 0,6 | 0,2 | 3,6 |

### Play-offs
| Seizoen  | Team           | WG | WS | MPW | 2P%   | 3P%   | FW%  | RPW | APW | SPW | BPW | PPW |
| -------- | -------------- | -- | -- | --- | ----- | ----- | ---- | --- | --- | --- | --- | --- |
| 2001/02  | Boston Celtics | 2  | 0  | 1,5 | 100,0 | 100,0 | –    | 0,0 | 0,0 | 0,0 | 0,5 | 2,5 |
| 2002/03  | Boston Celtics | 3  | 0  | 3,7 | 25,0  | –     | 50,0 | 0,7 | 0,0 | 0,3 | 0,0 | 1,0 |
| Carrière | Carrière       | 5  | 0  | 2,8 | 50,0  | 100,0 | 50,0 | 0,4 | 0,0 | 0,2 | 0,2 | 1,6 |